# Fürstenau (Altenberg)
Fürstenau ist ein Ortsteil von Altenberg im Osterzgebirge im Süden von Sachsen. Der südliche Nachbarort Fojtovice (deutsch Voitsdorf) liegt im Norden Böhmens. Zwischen den beiden Orten verläuft die deutsch-tschechische Grenze.

## Geografie

### Geografische Lage

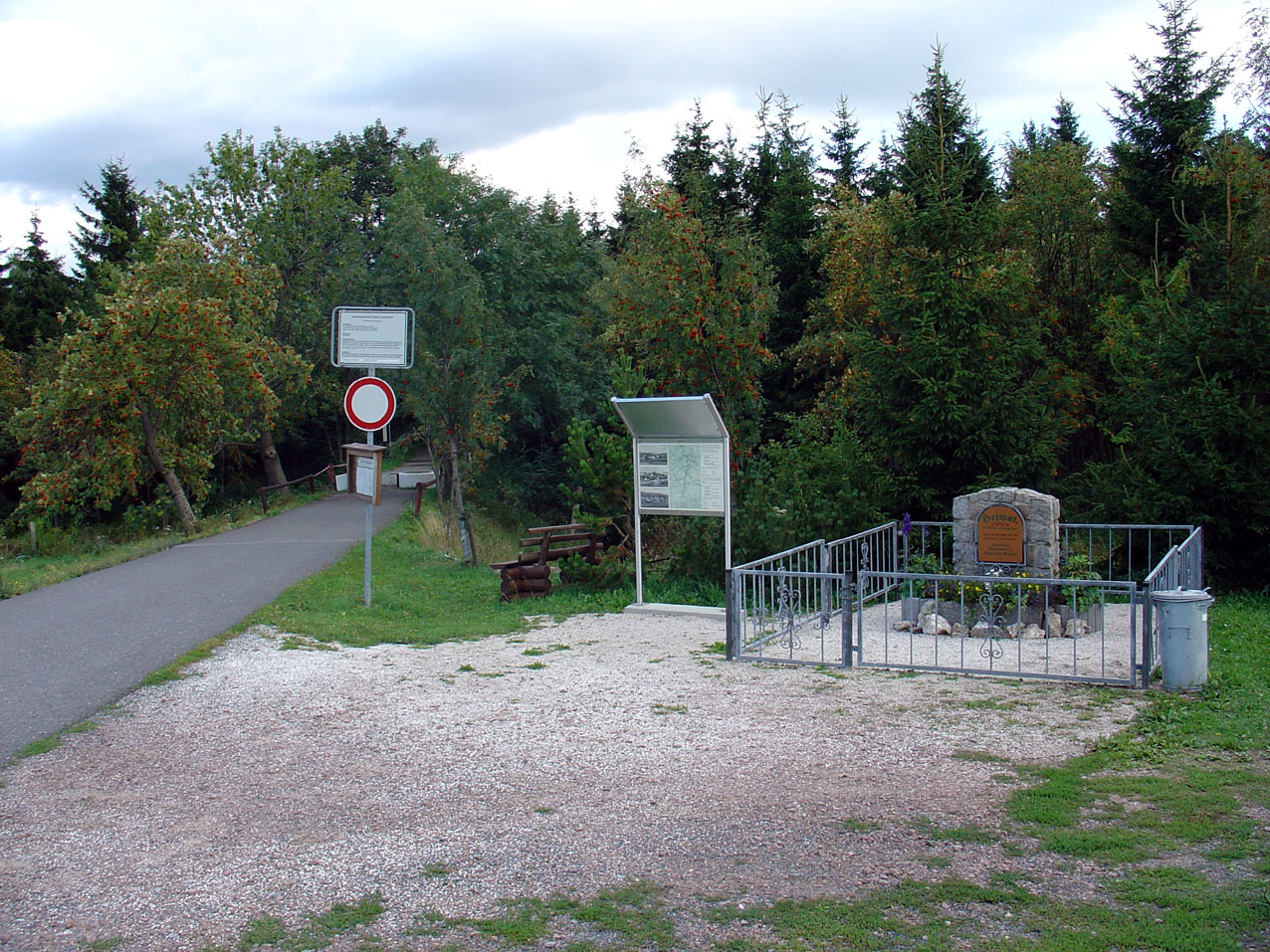
Gedenktafel und -Stein am Wanderübergang (Sudetenvertreibung, abgerissene Ortschaften)

Fürstenau liegt etwa 45 km südlich von Dresden im Erzgebirge. Der Ort grenzt im Süden direkt an die tschechische Grenze, wobei die tschechische Nachbargemeinde Fojtovice (Voitsdorf) über einen Wanderweg erreichbar ist. Entlang des hier von der Weißen Müglitz gebildeten deutsch-tschechischen Grenzverlaufes sind Zinnwald-Georgenfeld und einige Häuser von Müglitz (Grenzschänke-Hammermühle), welche sich auf den Fluren von Fürstenwalde befinden, die Nachbargemeinden von Fürstenau. Auf tschechischer Seite grenzt Fürstenau an die Flurstücke der ehemaligen tschechischen Gemeinden Vorderzinnwald (Přední Cínovec), Böhmisch Müglitz (Mohelnice) und Ebersdorf (Habartice u Krupky), welche im Rahmen der Sudetenvertreibung abgerissen wurden. Der Ort selbst erstreckt sich auf etwa 3 km Länge in der Mulde des gleichnamigen Baches. Er steigt dabei vom etwa 680 m ü. NN hoch gelegenen Hofeteich am nördlichen Ortsende in Richtung Süden bis auf etwa 740 m ü. NN an, sinkt aber bis zur Müglitz wieder auf etwa 700 m ü. NN ab.

### Naturraum
Naturräumlich ist das weitgehend über 700 m hoch gelegene Gemeindegebiet Fürstenaus dem oberen Osterzgebirge zuzuordnen. Das Oberflächenbild wird durch weite, reliefenergieschwache und nach Süden hin ansteigende Hochflächen mit wenig ausgeprägten Erhebungen bestimmt. Eine Ausnahme stellt die 807 m hohe Traugotthöhe südwestlich des Ortes dar. Die Hochflächen werden von Flüssen und Bächen zerschnitten, die wie der Fürstenauer Bach, konsequent der Abdachung des Gebirges folgen. Das Fürstenauer Klima wird von Jahresmitteltemperaturen um 5,2 °C und jährlichen Niederschlägen um 1000 mm, davon etwa 25 % als Schnee (Mittelwerte 1901–1950) bestimmt. In den Wachstumsmonaten Mai und Juni wurden im langjährigen Mittel (1901–1950) Temperaturen von 12 °C und Niederschläge von 305 mm gemessen. Ältere Ortsbeschreibungen ist zu entnehmen, dass bis zum 17. Jahrhundert in Fürstenau rauhe Winde und eisige Nebel beinahe heimisch gewesen sein sollen. Die im Untergrund vorwiegend anstehenden Gneise, Granit- und Quarzporphyre bilden zumeist Hangsandlehm-Braunerde-Bodengesellschaften aus. Auf den Braunerden bzw. Braunpodsolen ist bei einer Vegetationsdauer von etwa 200 Tagen noch eine landwirtschaftliche Nutzung möglich. Allerdings beschränkt das Klima die Ertragsleistung der Böden (Ackerzahl 24), so dass sich die Landwirtschaft auf die Grünlandwirtschaft und die damit in Verbindung stehende Viehzucht konzentriert.

## Geschichte

### Gründung

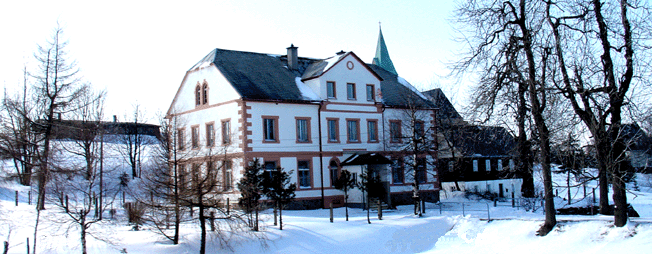
Ehemalige Schule/Gemeindezentrum von Fürstenau

Laut einer Sage verirrte sich um 1000 der Markgraf Heinrich von Meißen bei der Jagd und wurde von Wölfen angegriffen (im Wolfsgrund), drei Köhler retteten ihn, der Fürst machte sie frei und schenkte ihnen die Waldfläche vom ehemaligen Vorderzinnwald und die Hälfte von Fürstenau. 1149 beginnt der Bergbau am Mückentürmchen. Wahrscheinlich erfolgte zu dieser Zeit die Gründung von Fürstenau und Löwenhain. Bis 1200 erfolgte die Hochkolonisation für das Erzgebirge. Es wird vermutet, dass Fürstenau und Fürstenwalde spätestens in dieser Zeit oder wenigstens im unmittelbaren Anschluss daran gegründet worden sind. Die Gründung des Ortes erfolgte somit um die Mitte des 13. Jahrhunderts in der ersten Rodungszeit des Erzgebirges, in der Regierungszeit Heinrich des Erlauchten, vielleicht sogar auf Veranlassung dieses Markgrafen.

### Orts- und Flurform, Baustil

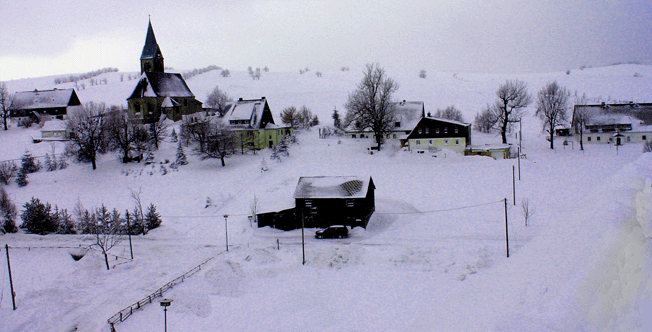
Mitteldorf mit Kirche

Die großzügige und übersichtliche Anlage dieser beiden Reihendörfer und ihrer Waldhufenfluren lassen darauf schließen, dass es deutsche Siedler fränkischen Stammes sind, da um 1200 die Slawen ihre Orte anders anlegten. Aus der Dorf- und Fluranlage geht hervor, dass Fürstenau als bäuerliche Siedlung in Form eines Waldhufendorfes angelegt wurde. Die älteren Gebäude bringen den Charakter des Gebirgsdorfes deutlich zum Ausdruck: Erdgeschosshaus mit starken Bruchsteinmauern, kleine Fenster schindelbeschlagene Giebel, Vorhäuschen vor der Eingangstür.
Das Oberdorf, welches auf Grund von Nachbesiedlungen entstand, umfasst etwa ein Viertel der Dorfgemarkung. Für das Oberdorf wurden die Hufen nur mit reichlich 19 Acker (etwa 11 ha) vermessen, im älteren Niederdorf waren es 33 Acker (etwa 19 ha).
Um 1900 umfasst die Gemarkung Fürstenau mit seinen Ortsteilen 818 ha.

### Name und Wappen
Der Name Fürstenau ist, wie es für die meisten deutschen Kolonistendörfer typisch ist, ein aus zwei Gliedern zusammengefügter Name. Das Bestimmungswort Fürsten stellt einen Bezug zum Siedlungsgründer her. Es leitet sich wahrscheinlich vom auf Burg Lauenstein ansässigen Burg- und Grundherren ab. Die nördlich von Fürstenau um 1250 angelegte Wehranlage diente als Ausgangs- und Schutzpunkt der ersten Besiedlungswelle im oberen Osterzgebirge. Das Grundwort -au spezifiziert die Lage und stellt einen Raumbezug her. Die Endung der ältesten bekannten Schreibweise voerstenowe (1324) weist auf das althochdeutsche ouwa bzw. das mittelhochdeutsche ouwe hin, was so viel wie Land am Wasser oder auch nasse Wiese bedeutet. -au deutet somit auf die Lage des Ortes in der Aue bzw. Quellmulde eines Baches hin. Denkbar ist aber auch ein Bezug zum ehemals vorhandenen Moor der heutigen Fürstenauer Heide. Das östlich benachbarte Fürstenwalde weist einen ähnlichen sprachlichen Hintergrund auf.
Möglich ist auch ein Bezug auf die Höhenlage des Ortes, der sich auf dem First des Osterzgebirges, genau wie Fürstenwalde, befindet. Daher könnte man auch auf die frühe Gründung schließen, welche der Sicherung der Poststraßen dienen sollte und das Austauschen der Pferde nach dem steilen Aufstieg aus Böhmen.
Neben der ältesten Schreibweise voerstenowe (1324) sind auch die Formen Furstenow (1350), Furstenaw (1501) und Fürstenow (1520) überliefert. Auf den von Matthias Oeder und Balthasar Zimmermann um 1600 angefertigten Karten der ersten sächsischen Landesvermessung wird der Ort mit Ferstenau bezeichnet. Albert Schiffner (1840) gibt als ursprünglichen Namen allerdings Neuendorf an. Wahrscheinlich bezieht er sich damit aber auf die im Zuge einer Nachbesiedlung ab 1530 am südlichen Ortsende angelegten Häuser und Hofstellen, da diese bei Oeder und Zimmermann als Neudorff bezeichnet werden. Auf einer von Adam Friedrich Zürner um 1730 angefertigten Karte wird bereits die heutige Schreibweise verwendet.

### Entwicklung des Dorfes

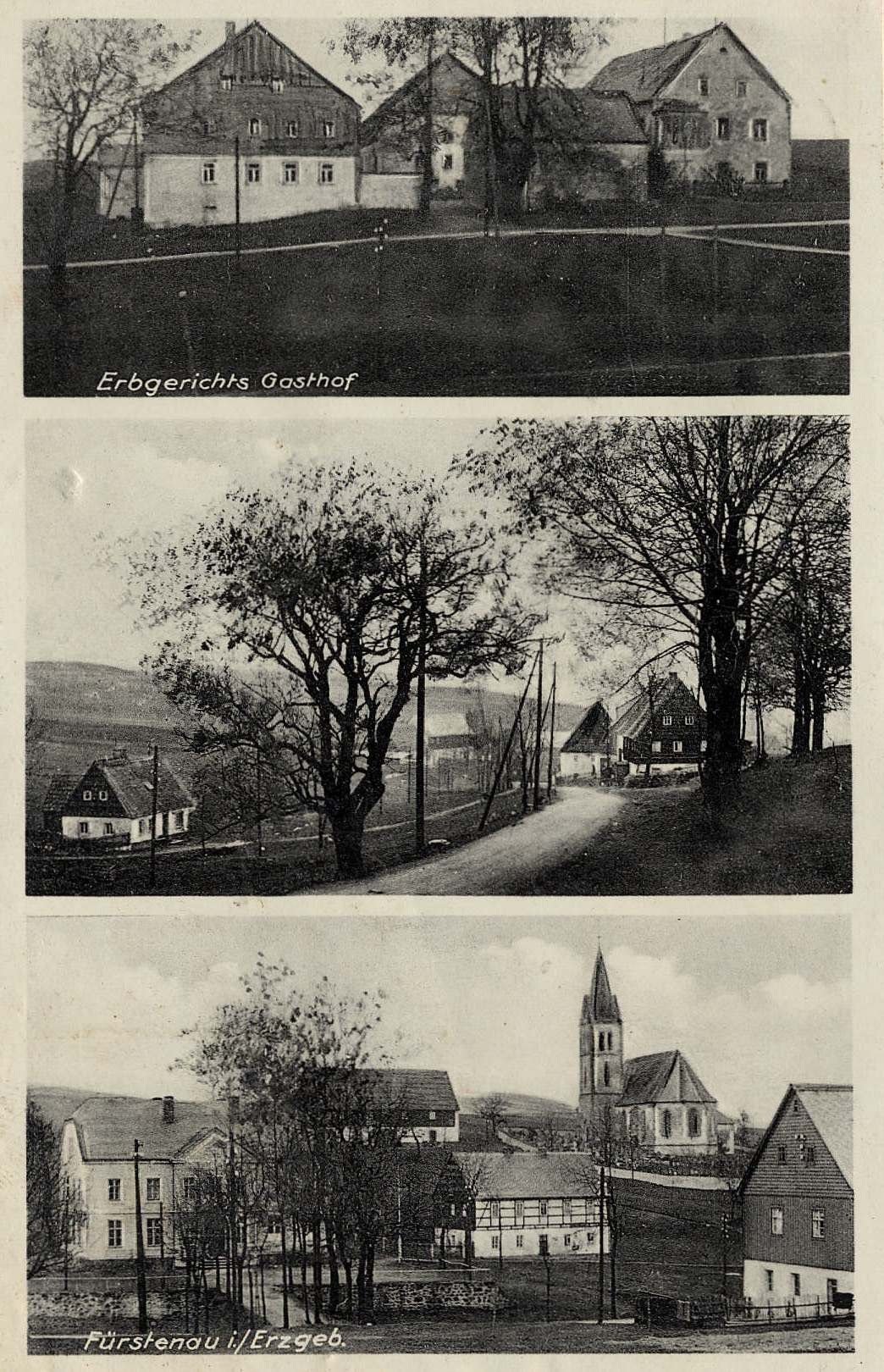
Erbgericht mit Saal, Blick ins Unterdorf, Schule und Kirche vor 1935

Am 26. Juli 1324 ist in einer Urkunde zu erkennen, dass die Herren von Bergau und der Herr von Friedrich, Landgraf von Thüringen und Markgraf von Meißen, die Burg und Stadt Sayda, Burg Purschenstein und ihre „Zugehörungen“ belehnt haben. Folgende Dörfer wurden ihnen als weiteren Lehnsbesitz übertragen: Helbigsdorf, Zethau, Dorfchemnitz, „Vorstenawe“, Vorstenwalde, Bärenstein und Börnchen. Diese Lehen erhielten sie als Pfand für einen größeren Betrag, den sie den Markgrafen auf drei Jahre geliehen hatten. Hieraus geht hervor, dass damals weder Fürstenau noch Fürstenwalde Zubehör der Burgen Sayda noch Purschenstein waren.
Beide Dörfer nehmen somit besitzrechtlich eine Sonderstellung ein. Zu erkennen ist, dass sie auch nicht zur Burgschaft Lauenstein gehören. Bis 1350 lässt Friedrich der III. (der Strenge) ein „Lehnsbuch“ (schriftl. Nachweis aller Besitzungen) anlegen. In ihm ist vermerkt, dass drei Herren von Tharandt Fürstenau und Fürstenwalde belehnt haben. Friedrich und Hermann von Tharandt besitzen je die Hälfte der beiden Dörfer und Heinrich die andere Hälfte. In dieser Quelle werden die beiden Orte sogar als Zubehör zur Burg Tharandt aufgeführt. 1378 mussten die „niederen“ Fürstenauer und Löwenhainer das Zinnerz vom Kahlen Berge in die Wäsche nach Lauenstein als Fronarbeit verbringen. Im 14. Jahrhundert erfolgte der Kirchenbau in Fürstenau „Zur unbefleckten Empfängnis Mariae“. Das Dorf war immer ein Bestandteil der Herrschaft Lauenstein.
Im Jahre 1542, ein Jahr nach den Hussitenwirren, ist im Türkensteuerregister neben dem alten Fürstenau ein Oberdorf vermerkt, in dem 16 und ein Jahr später 17 Bauern siedelten. 1424 wurde die Fürstenauer Kirche „mit einer Glocke beehrt“. Von 1518 bis 1547 erhöht sich die Einwohnerzahl Fürstenaus (Niederdorf) von 30 (1518) auf 55 Mann (Hermann Löscher, 1954). Die Grenze der beiden Orte liegt im Ostflurteil, bei dem Haus der Nummer 11 der damaligen Ortsliste, wo auch der Dorfbach aus der Heide in die Dorfsiedlung hineinfließt.
Nachbesiedlungen müssen zwischen 1529 und 1540 und auch noch bis 1566 stattgefunden haben, anscheinend wegen des wachsenden Zinnbergbaus der Gegend. Haupterwerbszweig blieb aber nach wie vor die Landwirtschaft. Von 1518 bis 1547 verdoppelte sich fast die Zahl der Fürstenauer Einwohner von 30 auf 55 Mann. Ein Beleg dafür ist das Ansteigen der Erbzinsen für die Herrschaft von etwa 30 Schock im Jahre 1477 auf etwa 50 Schock im Jahre 1529.
Erstmals wurde die Pfarre Fürstenwalde in den Meißnischen Türkensteuerregistern von 1530 und beide Pfarren in den Visitationsniederschriften von 1539/40 gelegentlich der Einführung der Reformation erwähnt. Wahrscheinlich gehörten sie einst, als Tochterkirche der Pfarrkirche Graupen zum Prager Bistum. Deshalb ist davon auszugehen, dass sie bis zur Reformation politisch zum Königreich Böhmen gehörten, jedoch sind sie im Besitz der Markgrafen von Meißen. Ganz gleich ob die Siedler um 1200 herum aus dem Tale der Eger, oder aus dem Meißnerischen Land kamen, sie waren auf jeden Fall deutsche Bauern. Das Dorf wurde 1602 noch in die selbstständigen Gemeinden Fürstenau und Oberdorf geschieden. Noch in der Mitte des 19. Jahrhunderts teilte man es in die Obere und Niedere Gemeinde, ohne dass eine volle Selbstständigkeit anzunehmen ist. 1813 richteten die Truppen von Napoleon große Schäden an dem Gebirgsort an. Am 1. November 1887 wurde mit feierlichem Geleit der Fürstenauer Altar Maria Heimsuchung in die neu errichtete Kapelle nach Vorderzinnwald überführt.
Am 1. Juni 1900 gründete Edmund Fehrsch, Hermann Kadner, Ernst Jäpel, Julius Kadner, Julius Gowasch, Julius Ehrlich, Heinrich Dietrich und Friedrich Kühnel den Spar-, Kredit- und Bezugsverein Fürstenau GmbH.
1904 erbaute die Familie Kadner ein Windrad zum Antrieb ihrer landwirtschaftlichen Geräte. Bis zum Anschluss an das Elektrische Netz im Jahr 1921 wurde dieses genutzt, 1950 erfolge aus Sicherheitsgründen die Demontage des Windrades, der Turm stand noch bis in die 1990er Jahre.
1922 erhalten die Fürstenauer Elektrizitätsanschlüsse. 1950 führt eine Buslinie nach Fürstenau. 1953 beginnt die Gründung der LPG Typ I (LPG Glückauf) im Ort. 1959 sind im Bestand von Fürstenau: 789 Rinder, davon 372 Milchkühe, 285 Schweine, demnach entfallen auf 100 ha Nutzfläche 114,5 Rinder (54 Milchkühe) und 43,7 Schweine. 1960 erfolgte der Abschluss der Gründung der LPG für das ganze Dorf. Bis 1980 fielen die letzten Strohdächer von Fürstenau, des Weiteren kam es infolge von Luftverschmutzungen durch Industrieabgase aus dem Böhmischen Becken zu umfangreichen Waldschäden, insbesondere bei den Fichtenbeständen. 1988 kam es zur Schließung der Schule in Fürstenau, und die Einrichtung einer Bibliothekszweigstelle in deren Raum wurde beschlossen.
Der Dippoldiswalder Maler und Grafiker Joachim Wünsch mietete Mitte der 1960er Jahre ein Zimmer im Wohnstallhaus von Artur Klengel als Malquartier. Curt Querner besuchte ihn dort am 12. April 1967 und erschuf das Bild Bauer (alt) was er auch in seinem Tagebuch festhielt. Der Dresdner Maler und Grafiker Eberhard Göschel kaufte 1968 das Wohnstallgehöft von Dora Hübsch und baute es als Atelier aus. 1988 wohnte Günter Grass mehrere Tage bei Göschel und hielt dies in seinem Buch Mein Jahrhundert fest.
1989: Das Fürstenauer Rinderkombinat verfügt über 1000 Tiere, davon 300 Milchkühe, 600 Jungrinder und 100 Kälber. Individuell wurden 35 Rinder, 62 Schweine, 71 Schafe und 1290 Stück Geflügel gehalten. Im Ort gab es einen Bürgermeister mit Gemeindeverwaltungsbüro, eine Bibliothek, einen Kindergarten (die Bibliothek und der Kindergarten wurden aus Klassenräumen, die zur heutigen Oberschule Geising gehörten, errichtet), einen Konsum (Lebensmittelkaufhalle), eine Poststelle (im Wohnzimmer von Arthur Meißner), zwei Gaststätten und einen Kultursaal. 1991 wird der Kindergarten geschlossen, ebenso wie die Kaufhalle. 1992 hat fast jeder Haushalt einen Telefonanschluss und die Poststelle wird geschlossen. Am 1. März 1996 wurde der Wander-Grenzübergang in Fürstenau eröffnet, später wurde gegenüber dem Zollhaus ein eigens dafür angelegter gebührenpflichtiger Parkplatz gebaut.

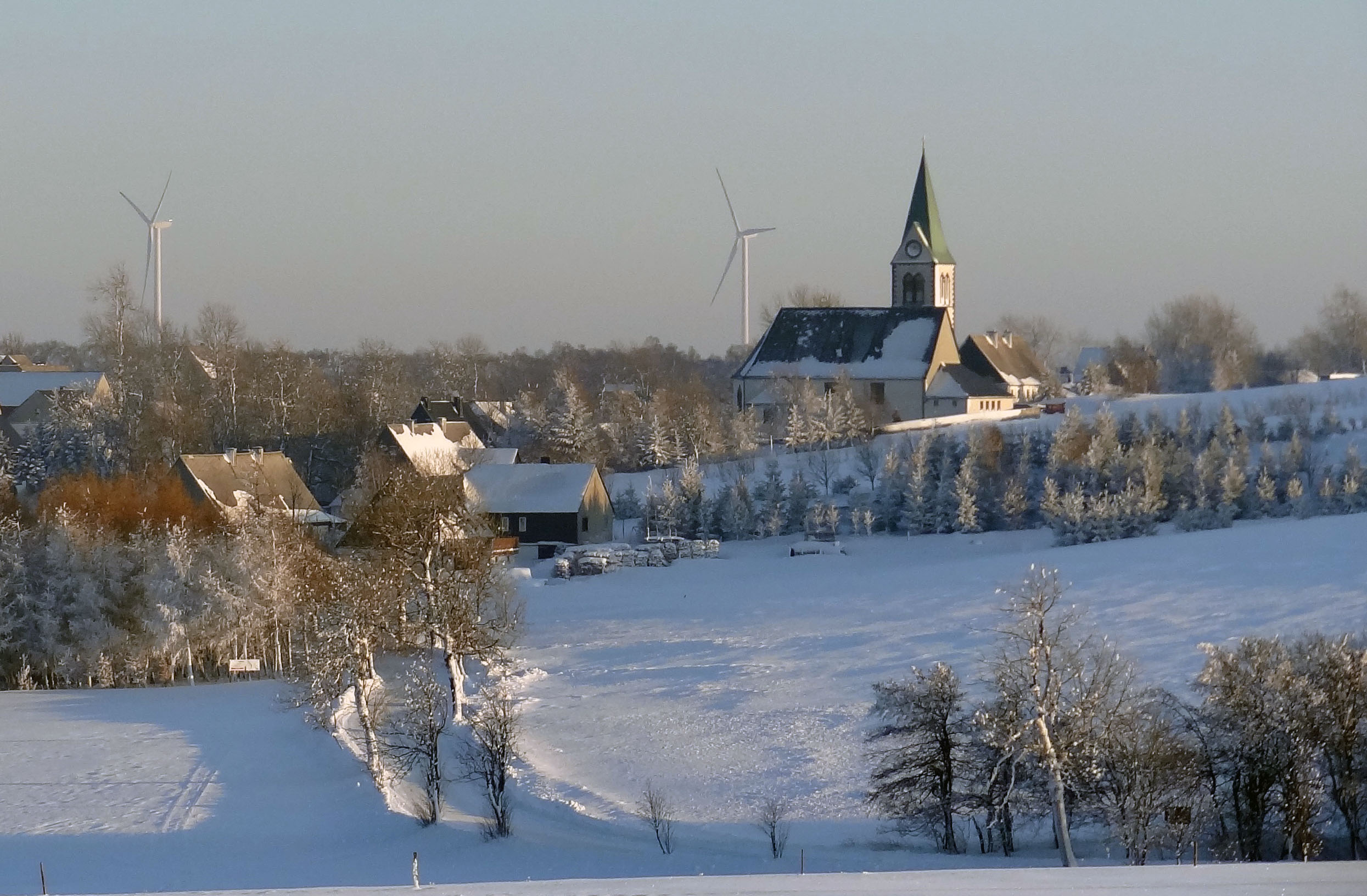
Kirche mit Windrädern 2012

Die Scheune des historischen Erbgerichtsvierseitenhof, welche sich in Gemeindebesitz befindet, wurde nach der Eingemeindung nach Geising und nun nach Altenberg dem Verfall preisgegeben und befindet sich nun vor dem Einsturz. Der Abriss der Scheune steht in Planung. Somit verschwindet der einzige Vierseitenhof des Ortes.
In der Liste der Kulturdenkmale im Freistaat Sachsen sind 27 Denkmäler aus Fürstenau aufgeführt, 18 davon sind Wohnstallhäuser, welche im 18. Jahrhundert errichtet wurden.
Im Oktober 2010 wurden östlich des Mückenberges, im Naturschutzgebiet 2 Windräder errichtet, daraufhin gründete sich eine Bürgerbewegung zum Rückbau dieser und zur Erhaltung dieser einzigartigen Kulturlandschaft.
2002 kaufte das Künstlerehepaar Julia und Klaus-Michael Stephan die Schule und nutzen sie als Ausstellungsräume, vor dem Haus errichteten sie mehrere Plastiken und eine Weihnachtspyramide.
Günter Groß, welcher in Fürstenau ein Wochenendgrundstück besitzt, erarbeitete 2009 eine DVD Fürstenau. Ein Grenzdorf im Osterzgebirge. Gestern und Heute sowie 2011 ein Buch Fürstenau Ein Grenzdorf im Osterzgebirge. Diese beiden Publikationen sollen Beispielhaft das Leben und Wirken der Bewohner des Erzgebirgskamms darstellen.

## Die Fürstenauer Heide
Die Fürstenauer Heide ist ein mooriges Birkenwaldstück. Vereinzelt sind darin noch Schienen zu entdecken, auf welchen früher auf Hunten der Torf aus den Torfstichen transportiert wurde. Früher wurde die Heide durch die einheimische Bevölkerung und Besucher gern zum Wandern benutzt, bis Naturschützer in den 1990er Jahren die Wege und die Brücken über die Wasser- und Moorgräben zerstörten. Neuere Bemühungen streben eine Erweiterung des Naturschutzgebietes an. Ein weiteres, ähnlich dem Fürstenauer Moorgebiet befindet sich in der Nachbargemeinde Zinnwald-Georgenfeld, das Georgenfelder Hochmoor.
Direkt vor der Grünen Heide befindet sich der Fürstenauer Fußball- und Volleyballplatz, ebenso wie das Vereinshaus des FSV. Auf der anderen Straßenseite des Vereinshauses befand sich bis zum Abriss im Jahre 1993, das Ferienheim „Grüne Heide“. Diese Gaststätte wurde schon 1804 „Als Tischlerei mit Schankwirtschaft“ erwähnt.

### Auswirkungen Naturschutz
Aus alten Berichten ist zu entnehmen, dass früher hier Auerwild angesiedelt war. Das Birkwild siedelte sich während der Bewirtschaftung durch die LPG an. In dieser Zeit wurden auch die für das Erzgebirge typischen Steinrücken abgetragen, um mehr Nutzfläche zu schaffen, welches wiederum die Bodenerosion beschleunigte. In der letzten Zeit wurden von der Grünen Liga neue (künstliche) Steinrücken aus untypischen roten Gestein angelegt, welche viel höher und breiter als die der früheren sind, da die Bauern ihre Steinrücken früher stetig wieder abgetragen haben, um sie beim Wege- und Hausbau zu verwenden.

## Ortslagen

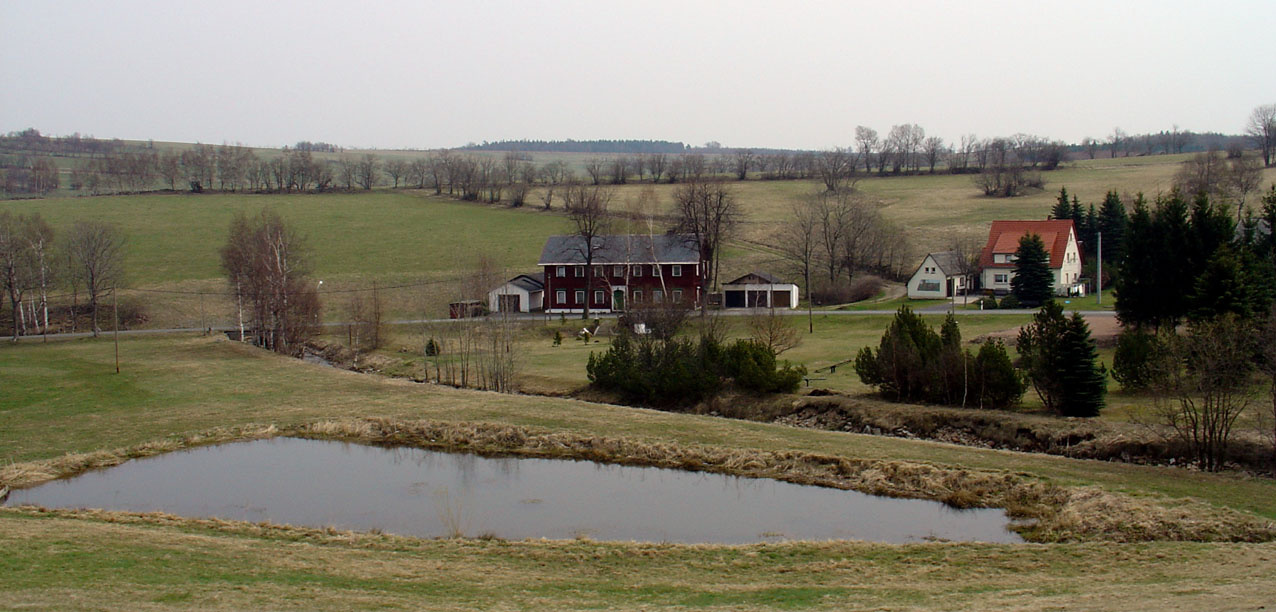
Müglitzer Zollhaus mit Mühlenteich

Zu Fürstenau gehören seit jeher die Ortslagen Gottgetreu und Müglitz. Fürstenau mit seinen 3 Ortsteilen wurde 1994 nach Geising eingemeindet. Unter Bürgermeister H. Günther war der Ort bis zur Eingemeindung schuldenfrei.

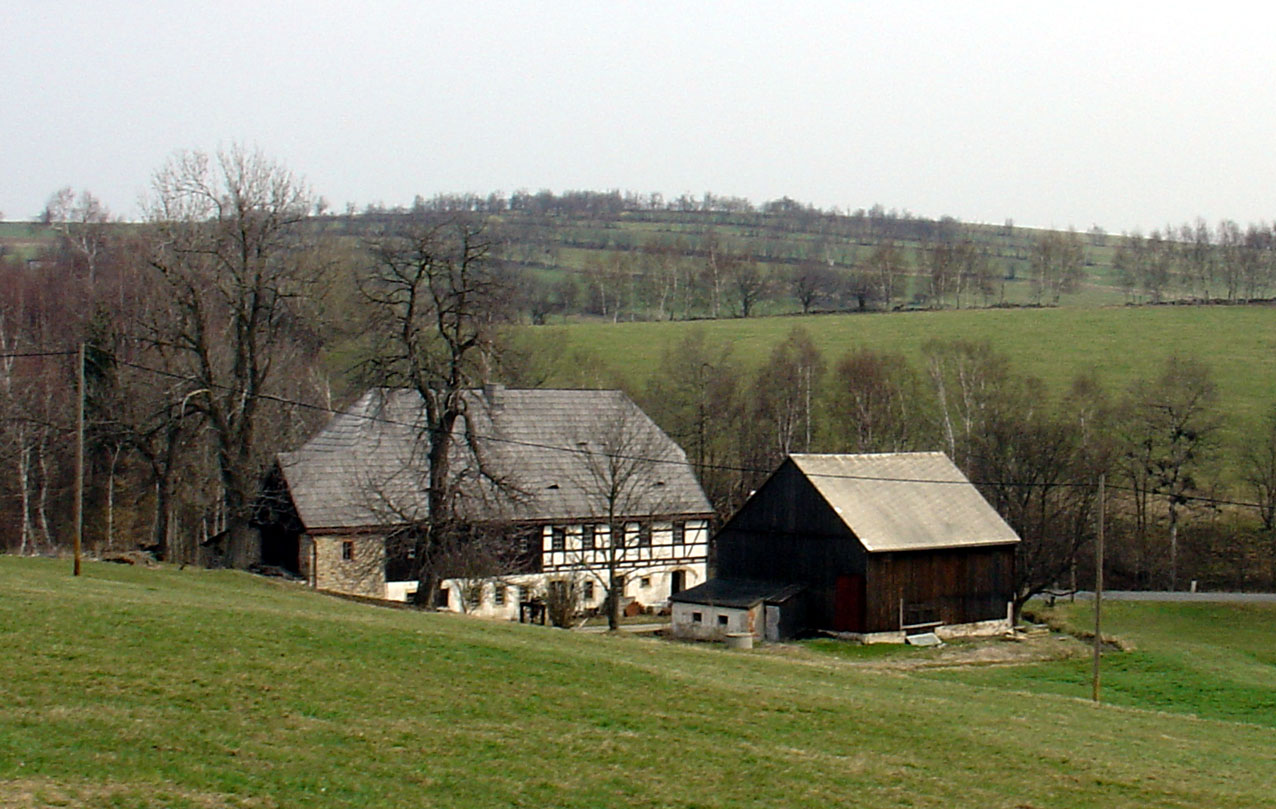
Müglitzer teilrestaurierte Mühle

Nach der Eingemeindung wurden die Schulden von Liebenau und Geising, später auch von Lauenstein gleichmäßig auf alle Ortsteile verteilt. Gemeindeeigene Gebäude wie z. B. die Schule wurden aus finanzieller Notlage weit unter ihrem Preis verkauft und die Investition in dem Ort wurde fast vollständig zu Gunsten der Stadt Geising eingestellt.
Am 1. Januar 2011 wurde Fürstenau durch die Eingemeindung Geisings ein Altenberger Ortsteil.
Auch nach dieser Eingemeindung verbessert sich nichts für den Ort. Der Kultursaal und die nebenstehende Scheune, welche zum Erbrichtergut gehörten, sind noch die einzigen beiden Gemeindeeigenen Gebäude. 2013 wurde beschlossen, die historisch wertvolle Scheune abzureißen, anstatt sie zu erhalten. Dies bedeutet auch das Ende für den einzigen Vierseitenhof des Ortes.

## Einwohnerentwicklung
| Jahr | Einwohnerzahl                                        |
| ---- | ---------------------------------------------------- |
| 1518 | 30                                                   |
| 1542 | Oberdorf 16, Niederdorf 38 Bauern                    |
| 1547 | 55                                                   |
| 1551 | mit Oberdorf 56 besessene(r) Mann, 26 Inwohner       |
| 1623 | 300                                                  |
| 1641 | Niederdorf 40 Bauern                                 |
| 1764 | 57 besessene(r) Mann, 3 Gärtner, 8 Häusler, 28 Hufen |
| 1834 | 439                                                  |
| 1871 | 467                                                  |
| 1890 | 453                                                  |
| 1910 | 510 (2)                                              |
| 1925 | 514 (2)                                              |
| 1933 | 520                                                  |
| 1939 | 475 (2)                                              |

| Jahr | Einwohnerzahl |
| ---- | ------------- |
| 1946 | 643 (2)       |
| 1950 | 400           |
| 1960 | 360           |
| 1962 | 510           |
| 1964 | 480(2)        |
| 1989 | 280           |
| 1990 | 353           |
| 1997 | 268 (1)       |
| 1998 | 253           |
| 1999 | 240           |
| 2000 | 237           |
| 2001 | 233           |
| 2002 | 220           |
| 2003 | 218           |

| Jahr | Einwohnerzahl |
| ---- | ------------- |
| 2004 | 226           |
| 2005 | 214           |
| 2006 | 216           |
| 2007 | 217           |
| 2010 | 215           |
| 2011 | 221           |
| 2014 | 205           |
| 2015 | 207           |
| 2017 | 191           |
| 2018 | 183           |
| 2021 | 190           |

(1): ab 1997: Bevölkerung am Jahresanfang (Einwohneramt der Stadt Geising)

(2): Bevölkerungszahl inklusive Müglitz und Gottgetreu
1925 gehörten der Evangelisch-lutherischen Kirche 503 Einwohner, der Katholischen 9 und 2 einer anderen Glaubensrichtung an.

## Kultur und Sehenswürdigkeiten

### Museen, Sehenswürdigkeiten
- Kohlhaukuppe
- Fürstenau ist Bestandteil des Projektes „Grenzüberschreitender Bergbaulehrpfad Krupka-Geising-Altenberg-Zinnwald/Cinovec-Dubi“.
- Fürstenau befindet sich in einem Birkhuhn-Schutzgebiet
- Die Fürstenauer Heide ist ebenfalls ein Naturschutzgebiet
- Weiterhin gehört Fürstenau zum Naturschutzgroßprojekt „Geschützte Bergwiesen des Osterzgebirges“ mit seiner einzigartigen Steinrückenlandschaft

### Bauwerke

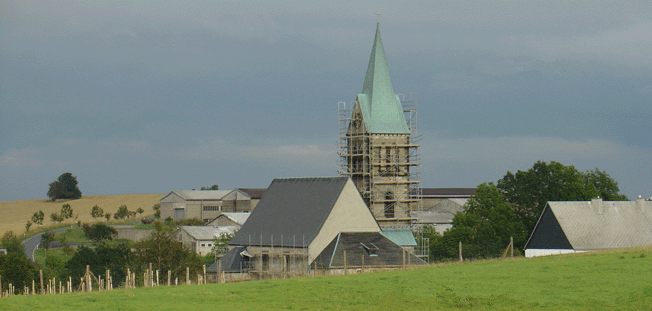
Blick zur Kirche

- Die Kirche zu Fürstenau, welche bis 1884 bestanden hat, ist eine der ältesten der ganzen Gegend gewesen. Bei den Frommen jenseits der Grenze galt es als wundertätig mit ihrem heiligen Marienbild. Noch in der Mitte des 19. Jahrhunderts zogen alljährlich Prozessionen aus den nahen böhmischen Orten zur alten Fürstenauer Kirche, die dadurch geradezu zum katholischen Wallfahrtsort auf protestantischen Boden wurde. So kam es, dass am Feste Mariä Himmelfahrt jährlich bis 1883 Wallfahrten nach Fürstenau stattfanden, zu deren Teilnehmern sogar Gläubige bis aus der Lausitz zählten.

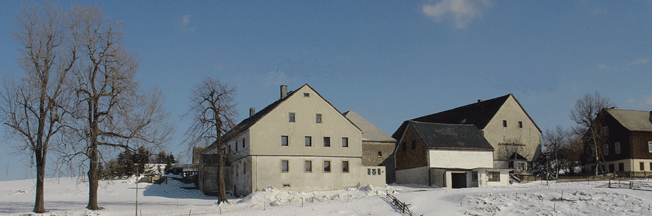
Erbgericht und Kultursaal

- Das Erbrichtergut in Fürstenau ist der einzige Vierseithof im Gemeindegebiet, welches auch seine Hausnummer 1, obwohl es mitten im Ort liegt, trotz des Trends sie an den Anfang des Ortes zu verlegen, standhielt. Auch in diesem Ort erfolgten mehrmals Umnummerierungen, von dem das Erbrichtergut nie Betroffen war. In der Scheune auf dem Erbrichtergut führt eine Steintreppe in den tonnenförmige überwölbten Keller in dem sich ein Wasserloch befindet was aus dem Wasser, welches aus dem Fels quellt, ständig gefüllt ist.[5] Die Stadt Altenberg plant den Abriss der Scheune und somit die Zerstörung des einzigen Vierseitenhof in der Gemeinde.
- Ein Gedenkstein zur Erinnerung an 15 Häftlinge eines KZ-Außenlagers, die bei einem Todesmarsch im April 1945 durch den Ort getrieben und von SS-Männern ermordet wurden. Sie fanden auf dem Fürstenauer Friedhof ihr Grab.
- Das Geburtshaus von George Bähr in Fürstenwalde

### Regelmäßige Veranstaltungen

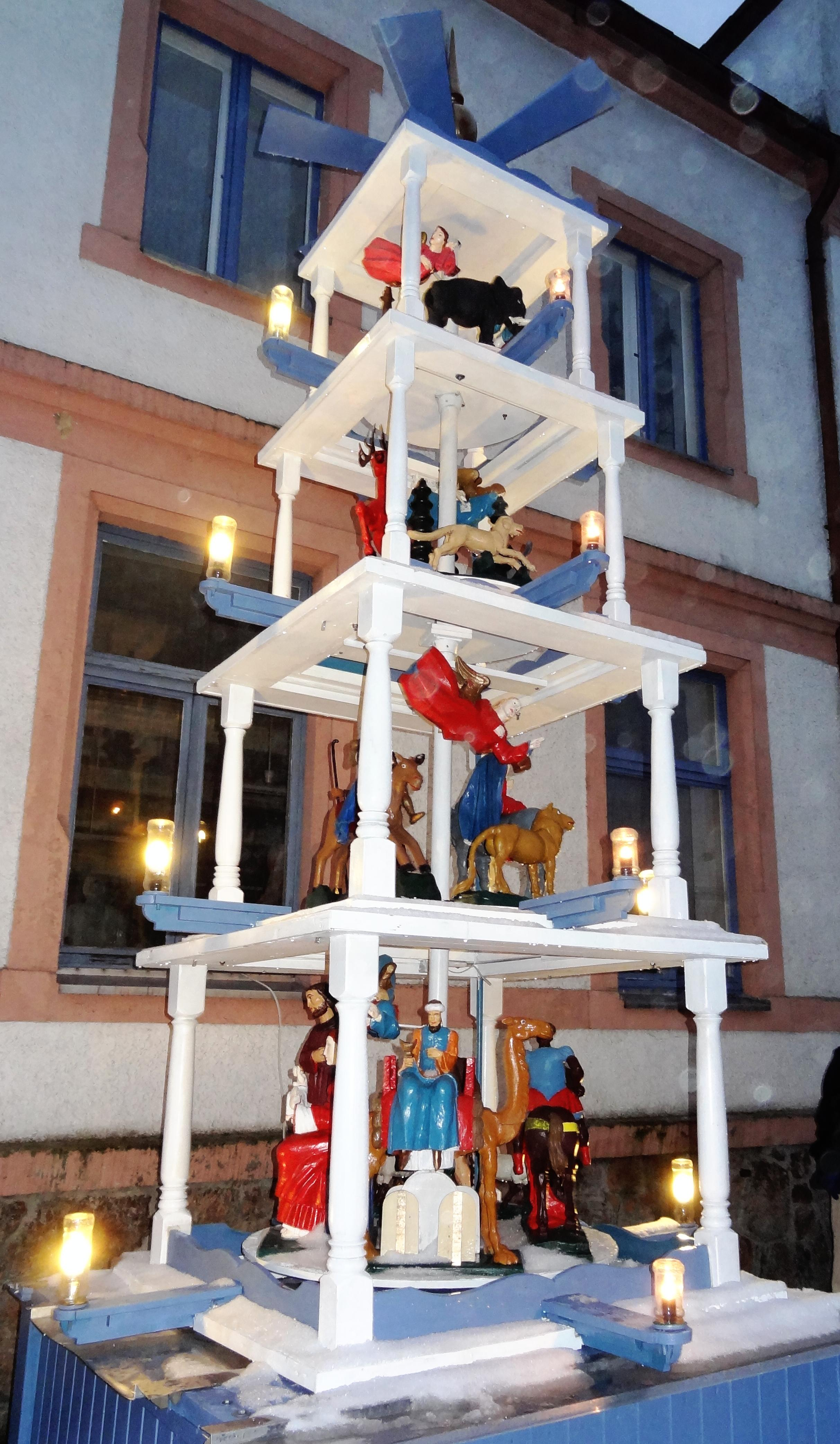
Pyramide der Künstlerfamilie Stephan vor der alten Schule

- Das Heidefest Fürstenau findet jährlich am letzten vollen Juni-Wochenende statt. Das Volksfest am Rande der Fürstenauer Heide ist ein Fest für die ganze Familie. Am Samstagabend wird ein Programm mit einem Stargast, Tanzdarbietungen/Zaubershow und zu späterer Zeit eine Striptease-Show geboten. Als Stargäste traten in den letzten Jahren Maja Catrin Fritsche, Ina-Maria Federowski, Achim Mentzel, Hans-Jürgen Beyer, Andreas Holm & Thomas Lück, Nicole Freytag & Uwe Jensen und die Gebrüder Blattschuss auf.
- Wintersonnenwendfeier am Schulteich
- Pyramidenanschieben an der alten Schule
- Weihnachtsmarkt an der Feuerwehr
- Silvesterveranstaltung im Kultursaal

### Vereine
- FSV (Freizeitsportverein Fürstenau), gegründet 1994, Mitglieder 2006: 54
- FFSG (Familienfreizeit Sportgemeinschaft Fürstenau), gegründet 1994
- Freiwillige Feuerwehr Fürstenau
- Kulturverein Fürstenau
- Jugendclub Fürstenau

## Persönlichkeiten

### Söhne und Töchter des Ortes
- August Heinrich Dittrich (1797–1855), kirchlicher Missionar, Pastor und Buchautor
- Martin Wagner (* 1919), Politiker (DBD), MdV und LPG-Vorsitzender

### Persönlichkeiten, die vor Ort gewirkt haben
- Eberhard Göschel (1943–2022), Maler, Grafiker und Plastiker
- Ursula Bankroth (* 1941), Malerin und Grafikerin
- Bernd Bankroth (1941–1991), Maler, Grafiker, Fotograf und Keramiker
- Klaus-Michael Stephan (* 1941), Bildhauer
- Julia Stephan (* 1943), Bildhauerin
- Werner Wischniowski (1927–2009), Maler und Restaurator
- Kristine Wischniowski-Helas (* 1944), Künstlerin, Malerin, Grafikerin
- Günter Groß (* 1938), Museumsleiter und Buchautor
- Rikarda Groß (1948–2019), Buchautorin

## Bilder (Auswahl)
- Carsten Watol, Kirche Fürstenau, 2000, Pastell
- Dieter Kecke, Fürstenau, 1993, Öl
- Heribert Fischer, Hof der Familie Kotte, 1939, Aquarell
- Heribert Fischer, Landschaft mit Windmühle, 1939, Aquarell
- Heribert Fischer, Fürstenauer Kirche, um 1940, Aquarell
- Heribert Fischer, Erzgebirgler, 1940, Aquarell
- Heribert Fischer, In Fürstenau, 1975, Zeichnung
- Heribert Fischer, Fürstenauer Dorfstraße, 1975, Zeichnung
- Heribert Fischer, Fürstenauer Haus mit Steildach, 1975, Zeichnung
- Hermann Glöckner, Kirche in Fürstenau, 1933, Aquarell
- Hermann Glöckner, Gerätepark, 1950, Tempera
- Joachim Wünsch, Heureiter vor Gehöft, um 1975, Tuschfederzeichnung koloriert
- Joachim Wünsch, Mädchen in Fürstenau, 1968, Kohle
- Jürgen Lorenz, Fürstenauer Kirche, 2008, Aquarell
- Ursula Bankroth, Kirche von Fürstenau, 1987, Öl
- Sonja Zimmermann, Beerdigung auf dem Fürstenauer Friedhof, 1992, Öl auf Leinwand
- Werner Carsch, Fürstenau, 1998, Öl
- Werner Wischniowski, Fürstenau, 1976, Öl
- Werner Wischniowski, Nachbarhaus im Gegenlicht, 1985, Öl
- Carsten Watol, Kirche Fürstenau, 2000, Pastell
- Dieter Kecke, Fürstenau, 1993, Öl
- Heribert Fischer, Hof der Familie Kotte, 1939, Aquarell
- Heribert Fischer, Landschaft mit Windmühle, 1939, Aquarell
- Heribert Fischer, Fürstenauer Kirche, um 1940, Aquarell
- Heribert Fischer, Erzgebirgler, 1940, Aquarell
- Heribert Fischer, In Fürstenau, 1975, Zeichnung
- Heribert Fischer, Fürstenauer Dorfstraße, 1975, Zeichnung
- Heribert Fischer, Fürstenauer Haus mit Steildach, 1975, Zeichnung
- Hermann Glöckner, Kirche in Fürstenau, 1933, Aquarell
- Hermann Glöckner, Gerätepark, 1950, Tempera
- Joachim Wünsch, Heureiter vor Gehöft, um 1975, Tuschfederzeichnung koloriert
- Joachim Wünsch, Mädchen in Fürstenau, 1968, Kohle
- Jürgen Lorenz, Fürstenauer Kirche, 2008, Aquarell
- Ursula Bankroth, Kirche von Fürstenau, 1987, Öl
- Sonja Zimmermann, Beerdigung auf dem Fürstenauer Friedhof, 1992, Öl auf Leinwand
- Werner Carsch, Fürstenau, 1998, Öl
- Werner Wischniowski, Fürstenau, 1976, Öl
- Werner Wischniowski, Nachbarhaus im Gegenlicht, 1985, Öl